# Monasterio de San Pablo (Fontclara)
El monasterio de Sant Pau de Fontclara, está enclavado en el vecindario de Fontclara, perteneciente al municipio español de Palau-sator en la comarca catalana del Bajo Ampurdán.

## Historia
Antiguamente era un monasterio benedictino que dependía del monasterio occitano de Santa María de la Grassa, según un documento de confirmación de bienes que hizo Carlos el Simple, en el año 908.
Durante los siglos XVI y XVII en unas reformas que se hicieron, se añadieron unas capillas laterales. Actualmente, es la iglesia parroquial de Fontclara.

## Arquitectura
Consta de una sola nave con cubierta de bóveda apuntada seguida y ábside semicircular. En ambos lados de la nave hay las capillas añadidas posteriormente.

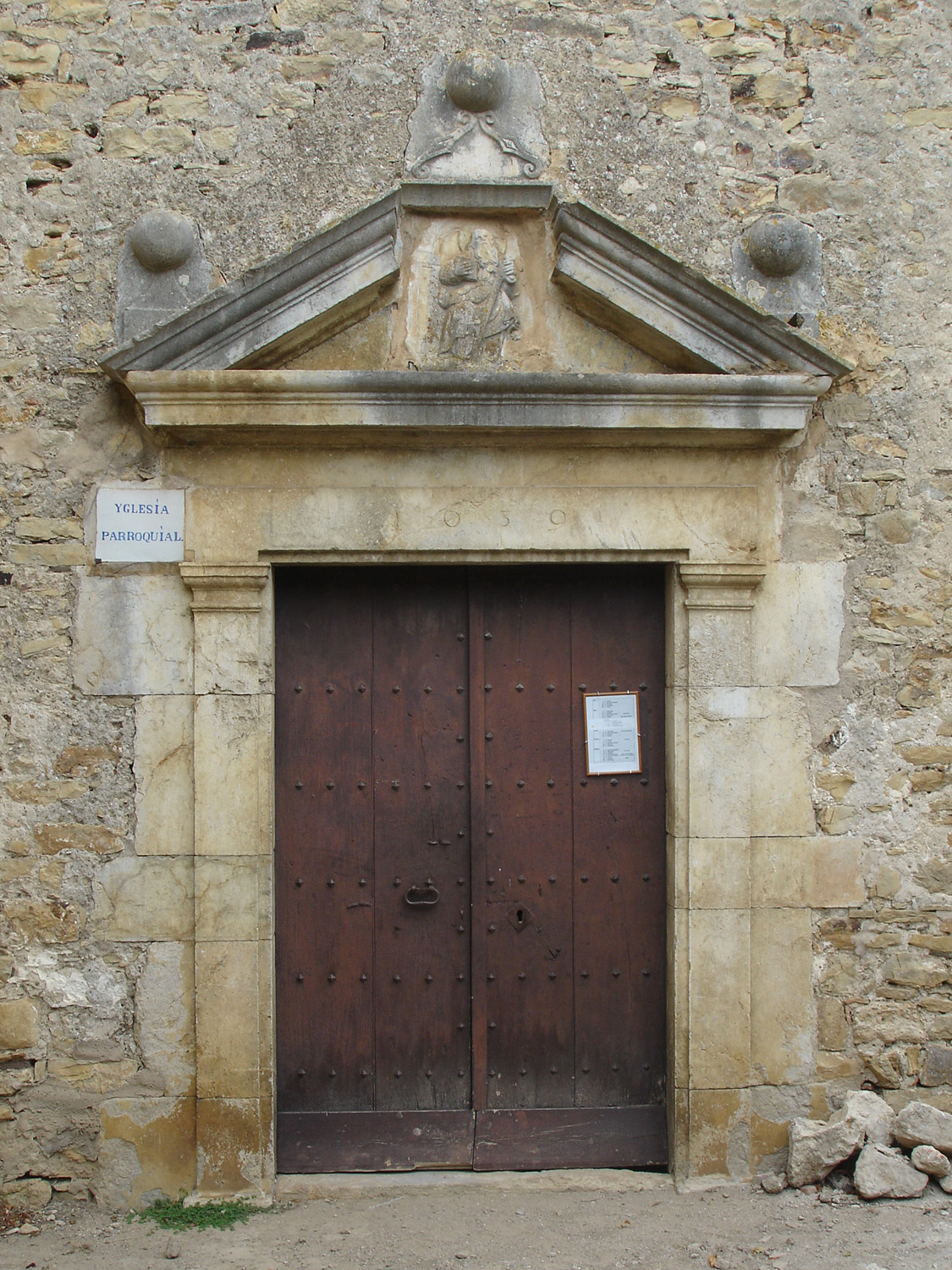
Puerta principal

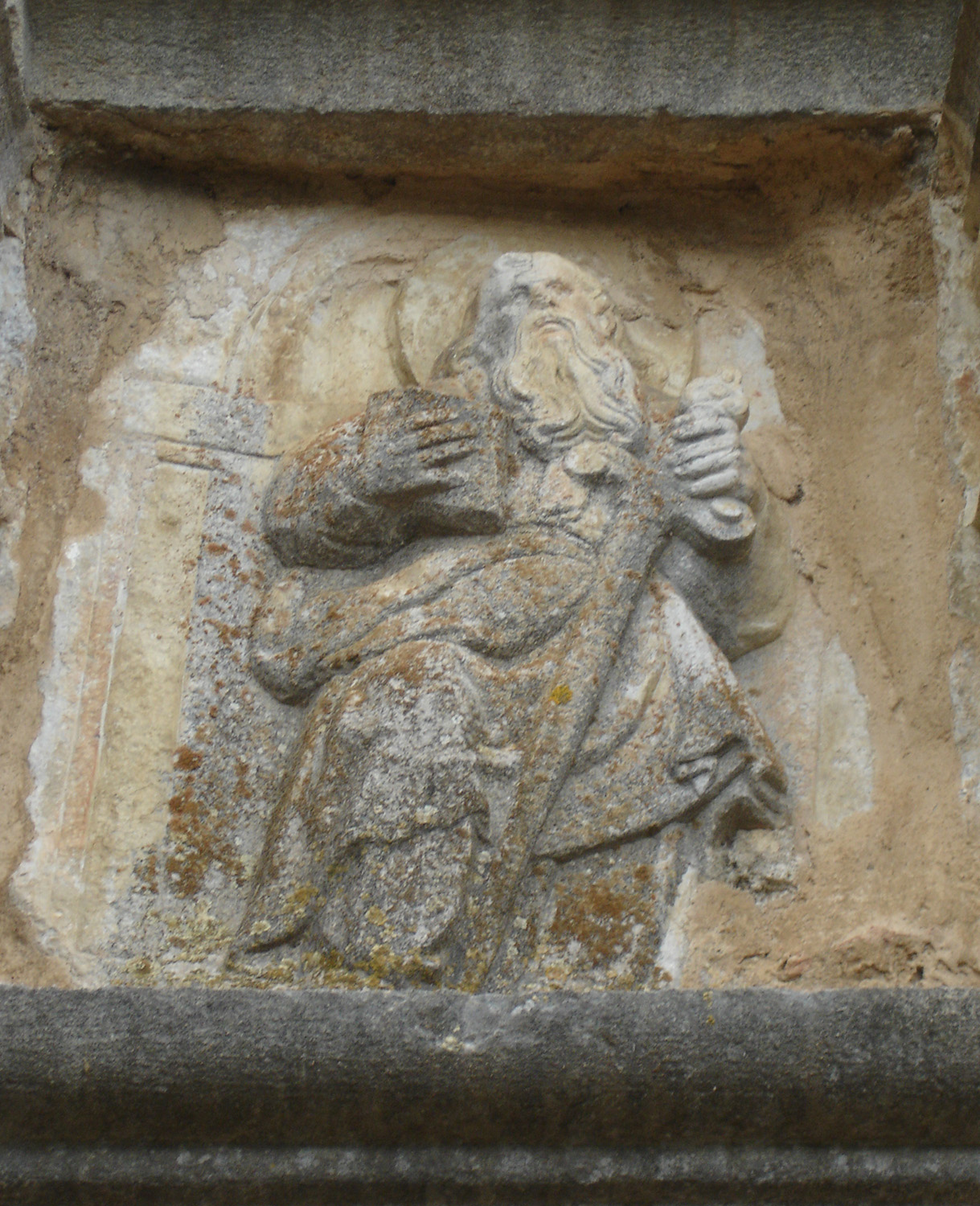
San Pablo en el dintel

En el exterior, se aprecia en el ábside cuatro franjas lombardas sin arcuaciones, entre las cuales se ven tres ventanas. La puerta de entrada, barroca, tiene grabada la fecha de 1639 y un frontón con un bajo relieve representando a san Pablo. Sobre esta fachada hay un campanario de espadaña con dos huecos.
Conserva in situ unas interesantes pinturas murales situadas en el arco triunfal y en el ábside. Están presididas por una imagen de Maiestas Domini, dentro de una mandorla rodeada por los símbolos de los cuatro evangelistas. En la parte inferior están los apóstoles. Las otras pinturas, se encuentran en peor estado de conservación, representando la vida de san Pablo. 
El colorido es rojo, ocre y azul. Han estado datadas de inicio del siglo XIII, dentro de un estilo parecido a las de la iglesia de Sant Julià de Boada, Cruïlles o Vilanova de la Muga.Estas pinturas fueron restauradas en el año 2003 quitando las partes que no eran auténticas(restauración del año 1940) y dejando las partes originales